# Каліш (табір інтернованих)
Ка́ліш (пол. Kalisz) — табір інтернованих вояків Армії УНР 1920—1924.
Був розташований у межах міста Каліш, Польська Республіка. Заснований 1914 німецькими властями як пересильний пункт для своїх військовиків. Розрахований на 4 тис. осіб, мав необхідні побутові умови. В грудні 1920 до нього направлено 3-тю Залізну, невдовзі — 2-гу Волинську дивізії і військовий шпиталь, восени 1921? — військове міністерство УНР на чолі з генерал-хорунжим А.Вовком та гурт вищого командного складу Армії Української Народної Республіки. В таборі діяли: курси для малописьменних, лекторій широкої тематики для вояків, бібліотека, історичні комісії в дивізіях, стрілецькі оркестри і хори, школа українського танцю (123 особи) під керівництвом В.Авраменка. Культурно-освітні відділи частини видавали часописи «Залізний стрілець», «Нове слово», «За Україну», «Джерело», «Сич», журнали «Військовий вісник», «Веселка»; було створено Літературно-артистичне товариство в складі 50 осіб, під орудою якого працювали Драматичне товариство ім. М.Садовського та культурний центр «Хата козака». Товариство «Просвіта» (див. Просвіти) організувало в таборі початкову школу ім. С.Петлюри (вона функціонувала до 1939). З ініціативи генерала О. Загродського 1921 засновано гімназію ім. Т.Шевченка (діяла до 1937) та Вчительську громаду. Створене 1922 видавництво «Чорномор» друкувало мемуари воєначальників Армії УНР, військово-історичний журнал «Табор» (1923–26), пізніше — військово-історичні журнали «Український інвалід» (1925–30) та «За державність» (1929–36). До 1921 до табору була переведена Спільна юнацька школа (405 курсантів), яка здійснила три випуски. При 3-й дивізії працювала школи старшини і військових урядовців. Від 1921 діяли курси Генштабу Армії УНР. 1922 створено Військову електротехнічну школу Армії УНР.
Табір інтернованих було ліквідовано 1924, його мешканцям надали статус політемігрантів.
Певний час потому тут існувала Українська Станиця (бл.?1500 осіб), діяли: Товариство вояків Армії УНР, Спілка інвалідів, українська початкова школа, гімназія, видавництво, що продовжувало випускати журнали «Табор» та «За державність».